# 天主教哈密爾頓教區
天主教哈密爾頓教區（拉丁語：Diocesi Hamiltonensis）是加拿大一個羅馬天主教教區，屬多倫多總教區。成立於1856年2月29日。
教區範圍包括安大略西南部。2006年有教友560,000人、121個堂區、223名司鐸。現任教區主教為達味·道格拉斯·克羅斯比。